# Ramot Cahala
Ramot Cahala – osiedle mieszkaniowe w Tel Awiwie, znajdujące się na terenie Dzielnicy Drugiej.

## Nazwa
Nazwa osiedla nawiązuje do akronimu "CaHaL", który jest skrótem nazwy "Cwa Hagana l-Israel" - Siły Obronne Izraela.

## Położenie
Osiedle leży na nadmorskiej równinie Szaron. Jest położone w północno-wschodniej części aglomeracji miejskiej Tel Awiwu, na północ od rzeki Jarkon. Południową granicę osiedla stanowi ulica Dvora HaNevi'a, za którą jest osiedle Rewiwim. Po wschodniej stronie za ulicą HaMatsbi'im jest osiedle Cahala. Na północy za ulicą Tsahal jest osiedle Ganne Cahala. Zachodnią granicę wyznacza ulica Moshe Sneh, za którą jest osiedle Ne’ot Afeka.

## Historia
Budowa osiedla rozpoczęła się w latach 60. XX wieku.

## Architektura
Zabudowa osiedla jest zdominowana przez nowoczesne apartamentowce wzniesione z "wielkiej płyty".

## Edukacja
W północnej części osiedla jest szkoła On.

## Transport
Główną ulicą osiedla jest droga nr 482  (Tel Awiw-Herclijja). Jadąc nią na północ dojeżdża się do autostrady nr 5  (Tel Awiw-Ari’el).